# Изящна литория
Изящна литория (Litoria gracilenta) е вид земноводно от семейство Дървесници (Hylidae).

## Разпространение
Видът е разпространен в Австралия.